# Ferguson Lake (Ferguson River)
Der Ferguson Lake ist ein See in der Kivalliq Region in Nunavut (Kanada).

## Lage
Der See liegt etwa 150 km nördlich der Baumgrenze, auf halber Strecke zwischen Yathkyed Lake und Qamanirjuaq Lake.
Der Ferguson River entwässert den Ferguson Lake an dessen Ostufer und fließt zur 210 km östlich gelegenen Hudson Bay. Baker Lake, die nächstgelegene Siedlung liegt 160 km nördlich des Ferguson Lake.
Der See wurde vom Geological Survey of Canada des Polarforschers Joseph Tyrrell, einer Kanu-Expedition, im Jahre 1894 entdeckt.
Teilnehmer dieser Expedition war Robert Monro Ferguson, ein schottischer Sportler und Aide-de-camp von Lord Aberdeen, Generalgouverneur von Kanada.
Nach Ferguson wurde der See sowie dessen Abfluss benannt.

## Geographie
Der Ferguson Lake besitzt eine unregelmäßige Kontur, mit vielen tiefen Buchten, langen Landzungen, grasbewachsene Uferhänge, Terrassen aus Sand und Kies, sowie felsige Engstellen.
Es gibt mehrere Felsinseln im See. Diese bestehen aus graugefärbten Gneisen und dunkelgrünfarbenem Diorit.
Auf einer größeren Insel befindet sich eine etwa 1 km lange Landepiste.
Östlich des Sees liegt eine 180 m hohe markante Erhebung, der Uligattalik Hill bei (62° 55′ 38″ N, 96° 33′ 55″ W).
Der Ferguson Lake liegt in der nördlichen Hearne Domain, in der westlichen Churchill-Provinz des Churchill-Kratons, dem nordwestlichen Teil des Kanadischen Schilds.

## Flora
Zwerg-Birke (Betula nana), Porst, Flechten und Laubmoose bilden das Gros der Vegetation entlang dem Seeufer.

## Fauna
Das Kaltgemäßtigte Klima sowie das Barrenlands-Terrain bilden den Lebensraum von Barrenground-Karibu, Grizzlybär, Moschusochse, Polarhase und Polarfuchs.
Zur Fischfauna des Ferguson Lake gehört der anadrome Wandersaibling.

## Bodenschätze
1953 wurden Kupfer-Nickel-Lagerstätten im Gebiet des Ferguson Lake entdeckt.
Eine weitere Exploration fand 1987 Kobalt, Palladium und Platin.
Starfield Resources führte 1999 mindestens vier Bohrungen durch, um eine Anomalie zu erkunden.
2004 begannen weitere kommerzielle Bohrungen an der Ostseite des Sees.
Diese sind Teil eines großangelegten Projekts, im Rahmen dessen Sulfide, Nickel, Kupfer, Kobalt, Platin und Palladium gefördert werden sollen.